# Andreaspenning

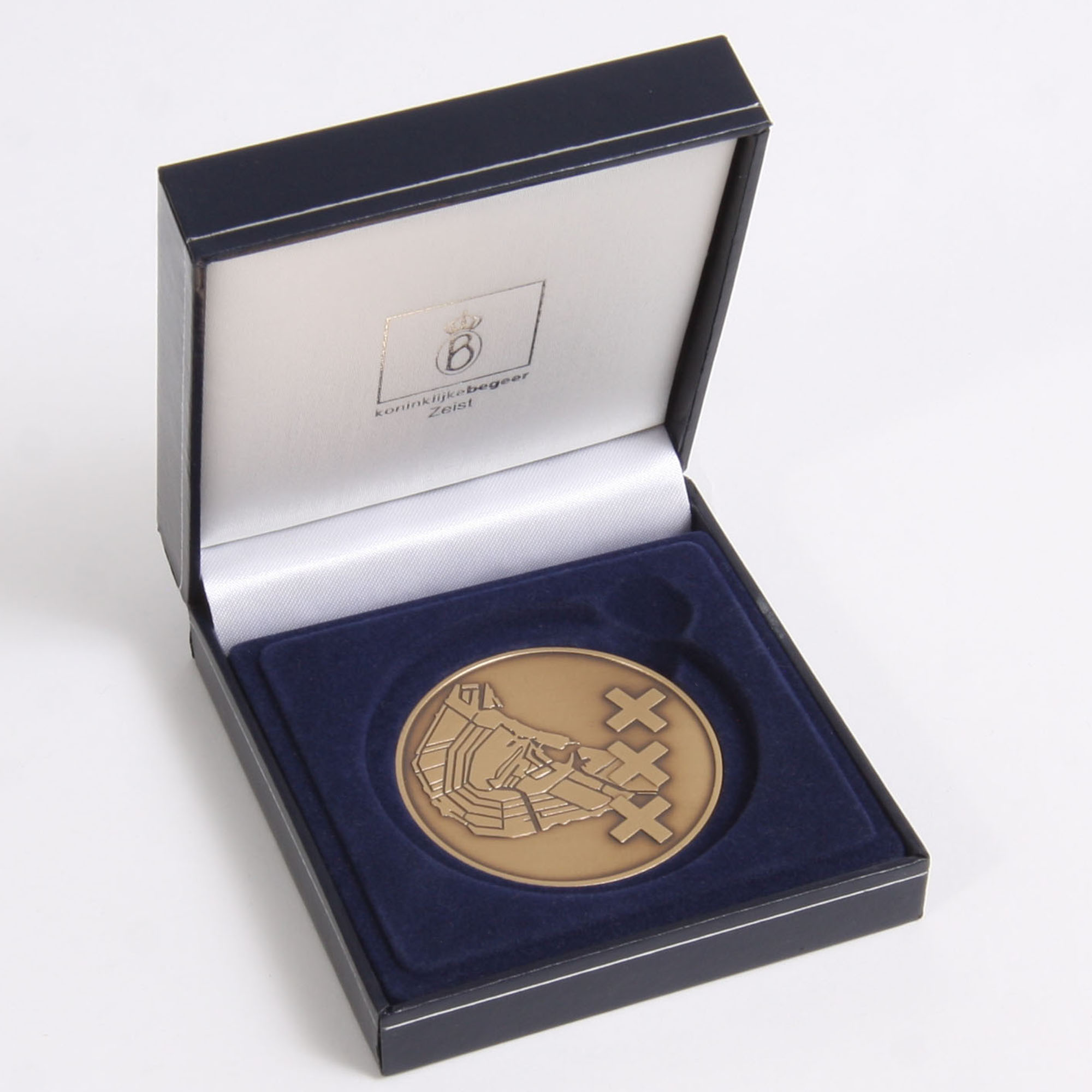
Andreaspenning

De Andreaspenning is een onderscheiding van de gemeente Amsterdam. De penning wordt uitgereikt aan personen die voor de stad prestaties met een landelijke uitstraling hebben verricht op het gebied van sport, wetenschap, journalistiek, kunst, politiek, economie, media, onderwijs of musea. De Andreaspenning kan ook worden verleend aan personen die zich minimaal tien jaar als vrijwilliger voor een stichting of vereniging met een maatschappelijk doel hebben ingezet. De naam Andreaspenning refereert waarschijnlijk aan de drie andreaskruisen in het Amsterdamse stadswapen.

## Ontvangers
Deze penning is onder meer uitgereikt aan:
2012
- Emmy Verhey, violiste.[2]
- Friso Kramer, industrieel vormgever.[3]
- Maurice de Hond voor zijn inzet voor Jom Ha Voetbal.[4]
- Inge van der Vlies, voorzitter van de commissie voor de Binnengemeentelijke Decentralisatie (1993-2012).
- Beatrijs Smulders, voor haar landelijke verdiensten voor de verloskunde en haar verdiensten voor de stad Amsterdam.
- Corry van Tol-Verhagen, directeur Hospice Kuria.[5]

2013
- Paul Doop, vicevoorzitter van het college van bestuur van de UvA en HvA, voor de bijzondere wijze waarop hij zich heeft ingezet voor de campusontwikkeling van UvA en HvA en voor studentenhuisvesting in Amsterdam.[6]
- Nelly Frijda bij haar afscheid van toneel.[7]
- André Kuipers voor zijn inspiratievolle uitstraling.[8]
- Rob van Zoest, Amsterdamse kunsthistoricus.[9]

2014
- Henny Vrienten[10]
- Dolly Bellefleur bij haar 25-jarig jubileum.[11]
- Eric Mol, vrijwilliger bij schaakvereniging 'De Raadsheer'.
- Acda en De Munnik[12]
- Paul Arnoldussen bij zijn afscheid als Parool journalist.[13]
- Hans Dulfer[14]
- Albert de Lange bij zijn afscheid als Parool journalist.[15]
- Siep de Haan, Ernst Verhoeven en Peter Kramer als initiatiefnemers van de Amsterdam Gay Pride, vanwege de betekenis van de Gay Pride voor de stad Amsterdam.[16]
- Benno Leeser, president-directeur van Gassan Diamonds, dat jaarlijks 400.000 bezoekers vanuit de hele wereld ontvangt.[17]
- Wilfred Fischer, oprichter Academie van de Stad, vanwege de vele maatschappelijke projecten in Amsterdam.[18]

2015
- Theo Loevendie, componist.[19]
- Wim Bos, oprichter en eigenaar van winkelketen Mister B (handel in rubberen seksartikelen),[20] die zich daarnaast inzet voor de emancipatie, acceptatie en zichtbaarheid van de LHBT-gemeenschap.[21]
- Alvaro Sotomayor, boegbeeld en ambassadeur van de creatieve industrie in Amsterdam.[22]
- Jaap van Baasbank, directeur van Julidans. Hij haalde talloze internationale dansproducties naar Amsterdam.[23]
- Chaim Levano, die sinds de jaren vijftig optrad als musicus en vanaf de jaren zestig ook als theatermaker.[24]
- Rien van Hoeve, initiator Huisartsenposten in Amsterdam.

2016
- Vivian Lampe, scheidend oprichter en directrice van de Amsterdamse jeugdteJAterschool.[25]
- Luuc Posthumus voor zijn jarenlange onbezoldigde inzet voor de stad op het gebied van privacy.[26]
- Jiske Griffioen, paralympisch rolstoeltennisster op Zomerspelen met gouden medailles.[27]
- Ilse Paulis, roeister Olympische Zomerspelen met gouden medaille.[27]
- Maaike Head, roeister Olympische Zomerspelen met gouden medaille.[27]
- John van Doorn vanwege zijn bijdrage aan nautisch Amsterdam. Onder andere als initiatiefnemer van SAIL Amsterdam en zijn betrokkenheid bij de bouw van de replica van de Batavia en de Clipper Stad Amsterdam.[28]
- André Lopes Dias, secretaris en voormalig voorzitter a.i. van de Amsterdamse voetbalvereniging WV-HEDW.[29][30]
- Ko van Geemert voor zijn activiteiten voor de Plantagebuurt.[31]
- Jessica Silversmith scheidend directeur van het Meldpunt Discriminatie Regio Amsterdam (MDRA).[32]
- Ed Blik, voorzitter (1983-2016) Beurs voor den Diamanthandel. Hij was nauw betrokken bij de verhuizing van de Diamantbeurs van het Weesperplein naar Amsterdam Zuidoost. Hij organiseerde het 100- en 125-jarig bestaan van de oudste Diamantbeurs ter wereld. Als een van zijn hoogtepunten nam hij het initiatief om de 'Presidents' Meeting 2007' van de World Federation of Diamond Bourses in Amsterdam plaats te laten vinden. 6 december 2016.

2017
- Co Slot-Helleman, turnlerares en bestuurslid van de Christelijke Gymnastiek Vereniging Vlug en Vaardig.[33]
- Cees Meynen voor zijn jarenlange inzet voor gelovige LHBT'ers in Amsterdam.[34]
- Michel Waterman, voormalig directeur van Joods Educatief Centrum 'Crescas', voor zijn inspanningen om het Joods erfgoed openbaar toegankelijk en beschikbaar te maken.[35]
- Wil Jansen als oprichter van het Amsterdams Veteranencafé.[36]
- Roel Schoonveld, scheidend rector van het Amsterdams Lyceum.[37]
- Carla Delfos, directeur van de door haar in 1990 opgerichte European League of Institutes of the Arts (ELIA) voor haar bijdrage aan het internationale kunstklimaat in de stad.[38]
- Eelke van der Wal, bondscoach van de Paralympische wielerploeg.[39]
- Hans Wijtenburg, oprichter en uitbater van dragshowbar De Lellebel, voor zijn bijdrage aan de  emancipatie van LHBTI-gemeenschap in het algemeen en van transgenders in het bijzonder.[40]

2018
- Harry Slinger, voor het al meer dan 25 jaar verzorgen van de muziek bij de intocht van Sinterklaas in Amsterdam.[41]
- Boris Klatser, Menno Schreuder en Pieter Huijgen, voor hun inzet bij o.a. de Raad van Advies van het Amsterdams 4+5 mei comité. En de organisatie van o.a. Bevrijdingsfestival Amsterdam, 4 mei stille tocht en diverse andere herdenkingen.[42]
- Joop Janssen scheidend voorzitter van de stichting Rooms Catholijk Oude Armen Kantoor (RCOAK).[43]
- Twie Tjoa, vanwege haar inzet voor de emancipatie van zwarte-, migranten- en vluchtelingenvrouwen.[44]
- Dia Roozemond, uitbater van het lesbische café Saarein, voor haar inzet voor de lhbti-emancipatie.[45]
- Jacomina Offerhaus, oprichter van de Amsterdamse tak van Dress for Succes.[46]
- Willem Brons, pianist als scheidend docent aan het Conservatorium van Amsterdam.[47]
- Rietje Dijkman, beste veterane atletiek ter wereld en voor haar activiteiten voor haar club AV'23 en de Marathon van Amsterdam.[48]

2019
- Ko Kuiper, oprichter van de stichting De molen van Sloten.[49]
- Frans Stuy, kermisexploitant uit de hoofdstad, (woonachtig in Aalsmeer) en Straatburgemeester van Amsterdam. Hij ontving de Andreaspenning voor het jarenlang bieden van nieuw perspectief aan kansarme jongeren in Amsterdam.[50]
- Norine Baarn, onderwijzeres en medeoprichtster van de Volkshogeschool NAKS (Na Afrikan Kulturu fu Sranan), voor haar jarenlange inzet voor de Surinamers in Nederland en in het bijzonder de positie van de Afro-Surinaamse vrouwen.[51]
- Evert Geuzinge, plaatsvervangend voorzitter van het hoofd- en centraal stembureau Amsterdam.[52]
- René Froger, volkszanger.[53]
- Peter Taks voor zijn jarenlange vrijwillige inzet voor dak- en thuislozen, onderwijs, kunst en cultuur en buurtactiviteiten”.[54]
- Harrie van Haaster, psycholoog, ontvangen wegens zijn ‘baanbrekende werk’ in de gezondheidszorg.[55]
- Rosalie Swart-Baarends voor haar werk bij de Unie van Vrijwilligers in het OLVG.[56]
- Maria van Arum-Wieseman voor haar langdurige vrijwillige inzet in de wijk Buitenveldert.

2020
- Martijn Padding, componist en pianist.[57]
- Hans Jager, advocaat in het vreemdelingenrecht, (woonachtig in Abcoude). Hij kreeg de onderscheiding voor zijn inzet voor kwetsbare mensen in de stad, in het bijzonder vluchtelingen en ongedocumenteerden.[58]
- Renée van den Brink, cardioloog. vanwege haar jarenlange inzet voor de gezondheidszorg in Amsterdam.[59]
- Ton Schimmelpennink, boekhandelaar. Voor zijn bijdrage aan het culturele leven in de stad.[60]
- Jeroen Muller, voorzitter van de raad van bestuur van de ggz-instelling. Arkin.[61]
- De Dijk, Amsterdamse Nederlandstalige band, opgericht in 1981. Ter ere van hun 40-jarig jubileum en vanwege hun invloed op de Nederlandse popmuziek.[62]
- Max van den Berg (1927-2022), voor zijn betrokkenheid bij de stad en zijn niet aflatende strijd tegen racisme.[63]

2022
- Ben Mouwes, bestuurslid en vrijwilliger van Speeltuin De Waag.[64]
- Frans de Vries, producent van de Uitmarkt te Amsterdam.[65]
- Wil van Soest, raadslid namens de Partij van de Ouderen.[66]
- Jos van Campen, geriater OLVG.[67]
- Gert van Veen, organisator van het Welcome to the Future festival, voor zijn bijdragen aan de Amsterdamse nachtcultuur. [68]

2023
- Cees de Graaff, oud-directeur SICA en DutchCulture. Scheidend directeur van laatstgenoemde organisatie voor zijn bijdrage aan de internationalisering van het culturele leven van de stad.[69]
- Jacco Italiaander, vanwege zijn jarenlange inzet bij Stichting Sinterklaas in Amsterdam en Stichting Dienst Toezicht Water.[70]
- Ruud van Helden, na 35 jaar als voorzitter van vrienden van Stadsherstel.[71]
- Bernard Prins, oud-tropenarts en huisarts.[72]
- Annemarie Bevers, vanwege haar inzet voor kwetsbare Amsterdammers als directeur van Gilde Amsterdam.[73]
- Henk Schmidt, vanwege zijn jarenlange inzet voor de speeltuinvereniging Westerkwartier, diverse scholen en verenigingen waaronder de BMW Mono Club.[74]

2024
- Jack Deen, voormalig directeur Drostenburg, wegens zijn grote bijdrage aan het onderwijs voor kwetsbare kinderen.[75]
- Paul Hofman, journalist, eindredacteur Glossy Q, voor zijn jarenlange inzet voor de LHBTQI+ community.[76]
- Niek Idelenburg, dirigent, zanger, componist en oprichter van het Amsterdams Bach Consort en Holland Opera.[77]
- Mirjam Bolle-Levie, holocaustoverlevende (107), voor haar bijna levenslange inzet voor educatie over de Holocaust.[78]
- Martin Berendse, directeur Openbare Bibliotheek Amsterdam, bij zijn tienjarig jubileum als directeur.[79]
- Ronny Rens, Marian Markelo en Martin Verbeet, bestuursleden van NiNsee.[80]
- Hans Schamlé, bestuurslid en toezichthouder bij De Zaak Nu, Het HEM, Cinedans, Don't Hit Mama, If I Can't Dance, I Don't Want To Be Part of Your Revolution en Framer Framed.[81]
- Guus Luijters voor het omvangrijke oeuvre dat hij de afgelopen jaren schreef over Amsterdam.
- Bart Römer, oud-directeur Nederlandse Filmacademie, schrijver, concept-ontwikkelaar media, omroepleidinggevende en bestuurder, acteur. Wegens grote verdiensten voor de film en media.[82]

2025
- Kees de Vrij, schaats-en wielertrainer van onder andere SKITS, voor ruim 40 jaar inzet als schaatstrainer op de Jaap Eden IJsbaan.[83]
- René Kok en Erik Somers, scheidende NIOD-onderzoekers, schrijvers in woord en beeld over de Tweede Wereldoorlog, in het bijzonder over Jodenvervolging, verzet en collaboratie in Amsterdam, in de afgelopen 48 jaar. Ze leverden een belangrijke bijdrage aan de ontwikkeling en ontsluiting van NIOD’s beeldcollectie.[84]
- Jules Vos, vanwege zijn grote inzet voor Amsterdam als vicevoorzitter, Hoofd Intocht Land en interim voorzitter van de Stichting Sinterklaas in Amsterdam. Tevens voor zijn rol bij het transformatieproces om van Zwarte Piet naar roetveegpieten te komen.[85]
- Metje Blaak, vanwege haar langdurige inzet voor De Rode Draad, de belangenorganisatie voor sekswerkers die door haar is opgericht.[86]